# Bussy-la-Pesle, Nièvre
Bussy-la-Pesle är en kommun i departementet Nièvre i regionen Bourgogne-Franche-Comté i de centrala delarna av Frankrike. Kommunen ligger i kantonen Brinon-sur-Beuvron som tillhör arrondissementet Clamecy. År 2022 hade Bussy-la-Pesle 53 invånare.

## Befolkningsutveckling
Antalet invånare i kommunen Bussy-la-Pesle
| Referens: INSEE |